# Байрон, Джордж Энсон
Джордж Энсон Байрон (англ. George Anson Byron, 8 марта 1789 — 1 марта 1868) — британский морской офицер, адмирал, 7-й лорд Байрон (унаследовал титул в 1824 году после смерти двоюродного брата, поэта Джорджа Гордона Байрона).
Единственный сын Джорджа Энсона Байрона и Шарлотты Генриетты Даллас, внук вице-адмирала Джона Байрона, в 1740—1744 годах совершившего кругосветное плавание.

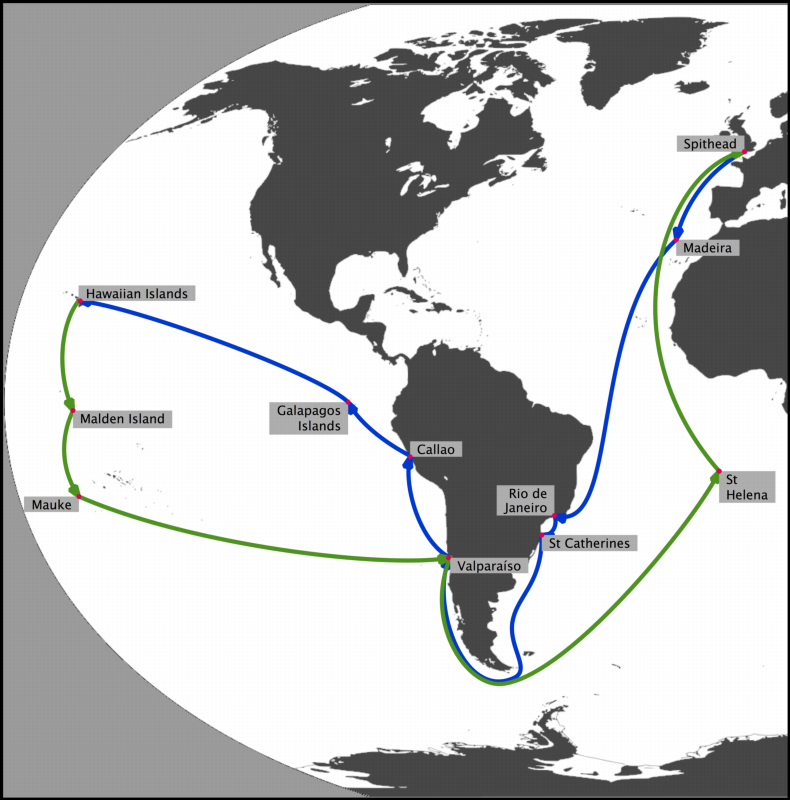
Маршрут экспедиции

Добровольцем поступил в Королевский флот в 1800 году. Принимал участие в Наполеоновских войнах. С 1814 года — капитан. В 1824 году Байрону было поручено доставить на Гавайи тела короля Камеамеа II и королевы Камамалу, умерших от кори во время официального визита в Великобританию. В сентябре 1824 года корабль покинул Англию. На борту находились несколько учёных-натуралистов, а одним из лейтенантов был известный в будущем путешественник Эдвард Белчер.
30 июля 1825 года, на обратном пути в Англию, Байрон обнаружил необитаемый остров и назвал его Молден в честь штурмана Чарльза Молдена, первым заметившего остров.